# 中国地方の貸切バス事業者
中国地方の貸切バス事業者（ちゅうごくちほうのかしきりバスじぎょうしゃ）は、中国地方で貸切バス事業を営む（または、過去に営んでいた）事業者の一覧。
- 各事業者は原則的に本社所在地または、支社・営業所が所在する県に掲載するものとする。
- ▲印は会社事情により貸切バス事業を休止もしくは終了した事業者。

## 鳥取県
- 青山車輌（大栄観光）
- イナバ葬祭センター
- 大森タクシー (鳥取県)
- メルヘン
- 河原交通
- 観光タクシー (鳥取県)
- ▲北原不動産（クリエイトバス）
- 醐醍交通
- 自然堂 (鳥取県)（自然堂交通）
- ジャパン観光
- 中央タクシー
- チロル（チロル観光）
- 日本交通 (鳥取県)
  - 鳥取自動車
- 日ノ丸自動車
  - 日ノ丸ハイヤー
- 三徳運送
- 流通

## 島根県
- 石川産業
- 一畑バス
  - 出雲一畑交通
  - 隠岐一畑交通
  - 松江一畑交通
- イワミツアー
- 奥出雲交通
- 日本交通 (島根県)
- スサノオ観光
- ぜん
- 大和観光
- 谷本ハイヤー
- はつみ交通
- 松江市交通局

## 岡山県
- 英田交通
- 旭交通
- 足守交通
- 明石観光バス
- 阿新クレーン
- アート観光バス
- 有本観光バス
- 井笠バスカンパニー
  - ▲井笠鉄道（倒産後、井笠バスカンパニーに譲渡）
- 石川北観光
- 一丸タクシー
- 稲荷交通
- 井原交通
- 有漢観光
- ▲ABOバス→CRUSING WORLD（岡山撤退・本社機能は千葉県成田市内の営業所に移転）
- エイブル観光
- エスアールティー
- エンゼルサービス
- 大原観光交通
- ▲岡山県南バス
- ▲岡山中央バス
- 奥津観光バス
- 奥出屋運送（美咲観光）
- 落合タクシー
- 鏡野観光
- かがやき
- 勝田交通
- ▲勝間田観光バス
- カミシマ運輸
- 加茂観光バス
- 賀陽交通
- カヨー中央観光
- 吉備交通
- 久米観光バス
- 光永観光バス
- 豪渓タクシー
- 栄タクシー
- さくら
- 皿井タクシー
- 澤田交通
- 三洋タクシー
- 山陽タクシー
- 下電タクシー
- 下電観光バス
- ▲シモデンスタッフサービス
- ショウエイ
- 西部観光バス
- 妹尾タクシー
- 瀬戸内観光
- 中鉄バス
  - 中鉄観光
  - 中鉄北部バス
  - 中鉄美作バス
- 大佐観光
- タケタク交通
- 中国自動車
- 東洋実業
- トマト観光
- 豊沢交通
- ▲とらや
- ナカウン
- 中田石油店（とみタクシー）
- ▲那岐観光
- ▲成羽観光
- 西交通
- ▲日生運輸（備前バス）
- ネイチャーワールド自動車
- のと香
- 野村交通
- ピオーネ交通
- 備前交通
- 日の丸タクシー（総社市）
- 日の丸タクシー（倉敷市）
- 備北タクシー
- 備北バス
- 福寿観光
- 二葉観光運輸
- プラザ交通
- 平和タクシー (岡山県)
- 北振バス
- 北房観光
- 美袋交通
- 真賀観光
- 真備観光
- 松乃家
- 真庭中央バス
- 港交通
- 明治
- 芳井運送
- 吉井観光バス
- 吉野自動車
- 両備高速
- 両備ホールディングス（両備バス）
  - 岡山交通
  - 岡山両備タクシー
  - 岡山電気軌道
- ロウズ観光
- 和気観光サービス
- ▲わくわく観光

## 広島県
- ▲愛トラベル
- ▲安佐北観光
- ▲アイラブジャパン
- ▲アサタクシー（事業譲渡）
- 朝日交通
- アサヒタクシー (広島県)
  - 因の島バス
- ▲因の島運輸（因の島バスへ事業譲渡）
- アシナトランジット
- あぶと観光バス
- アルファ
- 池田タクシー
- 石田タクシー
- 猪原自動車興業
- イワミツアー広島支店
- エクシードタクシー
- エスケイ観光
- 江田島バス（旧能美バス）
- エンゼルキャブ
- 大朝交通
- 大竹タクシー
- おおすみ広島営業所（おおすみ観光）
- 小国タクシー
- 織田産業
- おのみちバス
- 加計交通
- カオル交通
- かねまる
- カープタクシー
- ▲可部交通（黒田タクシーと合併）
  - ▲黒田タクシー（バス事業撤退）
- ▲カンコー観光
- 君田交通
- ▲九州相良観光バス（広島営業所廃止により撤退）
- ▲呉市交通局（広島電鉄に事業譲渡）
- ▲黒瀬中央観光
- 高野交通
- 口和タクシー
- 呉バス
- 芸州観光
- 芸備観光
- 甲奴タクシー
- 甲立タクシー
- 西国バス
- 西城交通
- ▲さくらタクシー
- ▲佐伯交通（貸切バス事業撤退）
- ささき観光
- ▲サポート尾道（東神観光バス尾道営業所）
- 三球観光
- 三段峡交通
- さんようバス
- 三和交通タクシー
- 三和タクシー
- シーエムシー
- 十番交通
- 城南観光
- 城南交通
- 城北タクシー
- 昭和タクシー (広島県)
- 志和タクシー
- 新中央交通
- ▲スカイタクシー
- スマイルバス
- せとうち観光タクシー
- 世羅交通
- 千年タクシー
- セントラル交通
- 総合企画コーポレーション
- ▲大星観光
- 大福タクシー
- 帝釈観光
- 大平交通
- 高宮中央交通
- 高野交通
- 田島タクシー
- 谷本タクシー
- 中央交通
- JRバス中国
- 中国タクシー
- 中国バス
  - 中国交通
- 千代田観光
- ▲千代田交通
- 津田交通
- つばめ交通
- 道後タクシー
- 東和交通
- 鞆鉄道
  - ▲ティーケイジイ交通・トモテツ観光バス（鞆鉄道と合併）
- 豊平交通
- なべタクシー
  - 野呂山タクシー
- ニコニコ観光
- ▲ニシキタクシー（バス事業撤退、タクシー事業のみNISHIKIタクシーに譲渡）
- 西日本自動車
- 廿日市交通
- 東広島交通
  - まるよし交通
- ▲備三タクシー（バス事業撤退）
- ▲広今あきなだ高速
- 広交観光
- 広交タクシー
- ▲広島近鉄タクシー（バス事業撤退）
- 広島第一交通
- 広島電鉄
  - エイチ・ディー西広島
  - 芸陽バス
  - 備北交通
  - ▲広電観光（バス事業撤退）
- 広島バス
- フォーブル（旧:第一タクシー）
- 福山オートサービス
- 福山観光バス
- 福山バス
- ▲社団法人福山労働会館（バス事業撤退）
- 富士交通
- 船浬
- 豊栄交通
- 本四バス開発
- 正広パーキング
- 雅屋冷送（太洋観光）
- 三原交通
- ▲三原バス
- 壬生交通
- 三次交通
- ▲ミラサカ観光
- 三和タクシー
- メイプル交通
- 八重タクシー (広島県)
- 安野タクシー
- 安浦交通
- ▲やちよ観光
- ユーエムエス
- ヨコミカーサービス
- 吉島タクシー
  - 大竹交通
- 鯉城タクシー
- 和光葬祭

## 山口県
- 秋芳洞第一交通
- アサヒ観光
- いくた
- 岩国観光バス
- 岩国市交通局
- いわくにバス
- イワミツアー 徳山支店
- 宇部市交通局
- おおすみ（おおすみ観光）
- 大谷山荘
- オートマイカーランド（みどり観光バス）
- 小野田観光
- オレンジ交通
- 観光レンタカー下関（関門観光バス）
- 久観交通
- 熊毛タクシー
- 西京観光かわの
- サザンセト交通
- サンデン交通
  - 宇部山電タクシー
  - サンデン観光バス
  - 長門山電タクシー
- 島地タクシー
- 下関レンタカー（下関エル観光）
- 下関中央レンタカー（下関中央観光バス）
- 新興タクシー
- 新下関観光バス
- 新日本観光交通
- 第一観光バス 山口営業所
- 中央交通
- ナカノワーク
- 日本交通産業
- 萩観光バス
- 八幡商事運輸（はちまん観光貸切バス）
- 光重機建設（ヒカリ観光）
- 彦島レンタカー
- 日の丸まつの観光バス
- 船木鉄道
- 豊関貨物運送
- 防長交通
  - 防長観光バス
  - 周南近鉄タクシー
  - 萩近鉄タクシー
- 防府構内タクシー
- ブルーライン交通
- ベルコ東山口
- 丸矢自動車
- 美和タクシー
- 明徳観光(明徳レンタ)
- メトロ交通
- 山口観光交通
- 山口第一交通グループ（いさむや第一交通）
- 柳井三和交通
- 湯田都タクシー
- 湯本観光ホテル西京
- ルート191観光
- 和木交通